# 两兄弟岛
两兄弟岛，（北纬30°10.1′，东经122°56.7），又名“两兄弟屿” 。隶属于舟山市普陀区东极镇，位于舟山群岛沈家门东偏北约67公里处。 
两兄弟岛是中国领海基点之一， 2006年中国人民解放军海军在岛上竖立了领海基点石碑。